# Võ Nhật Tân
Võ Nhật Tân (sinh ngày 2 tháng 5 năm 1988 tại Gò Công Tây, Tiền Giang) là một cầu thủ bóng đá người Việt Nam. Cùng với Nguyễn Thành Long Giang, Huỳnh Phúc Hiệp...anh đã góp công lớn giúp Tiền Giang vô địch giải U-21 Quốc gia năm 2006. Nhờ thi đấu thành công ở giải này Nhật Tân có tên trong thành phần đội tuyển U23 Việt Nam tham dự vòng loại Olympic Bắc Kinh 2008 và SEA Games 24. Năm 2010 sau khi đội Tiền Giang xuống hạng Nhì anh chuyển sang thi đấu cho đội Đồng Tâm Long An.